# Central Midlands Football League
The Central Midlands Football League är en engelsk fotbollsliga grundad 1971 under namnet South Derbyshire League, man bytte sedan namn till Derbyshire League innan man 1983 bytte till det nuvarande namnet. De deltagande klubbarna kommer från nordöstra - centrala England.
Den har tre divisioner Central Midlands Football League North Division, South Division som ligger på samma nivå och division 1. North Division, South Division ligger på nivå 11 i det engelska ligasystemet. Vinnarna av North Division och South Division kan ansöka om uppflyttning till Northern Counties East Football League Division One och East Midlands Counties Football League (om de klarar kraven på arenorna).
CML matas av sex ligor  Midlands Regional Alliance, Humber Premier League, Nottinghamshire Senior League, Doncaster and District Senior League, Sheffield and Hallamshire County Senior League och Chesterfield and District Amateur League.

## Mästare

### Mästare 1992-2011
| Säsong  | Supreme Division     | Premier Division             |
| ------- | -------------------- | ---------------------------- |
| 1992-93 | Arnold Town          | Sandicare Town               |
| 1993-94 | Glapwell             | Nuthall                      |
| 1994-95 | Heanor Town          | Clipstone Welfare            |
| 1995-96 | Oakham United        | Killamarsh Juniors           |
| 1996-97 | Heanor Town          | Clipstone Welfare            |
| 1997-98 | Gedling Town         | Goole                        |
| 1998-99 | Mickleover Sports    | Lincoln Moorlands            |
| 1999-00 | Lincoln Moorlands    | Holbrook                     |
| 2000-01 | Shirebrook Town      | North Notts                  |
| 2001-02 | Shirebrook Town FC   | Retford United               |
| 2002-03 | Carlton Town         | Pelican                      |
| 2003-04 | Retford United       | Radcliffe Olympic            |
| 2004-05 | Dunkirk              | AFC Barnsley                 |
| 2005-06 | Barton Town Old Boys | Bilborough Pelican           |
| 2006-07 | Bottesford Town      | Hatfield Main                |
| 2007-08 | Askern Welfare       | Ollerton Town                |
| 2008-09 | Radcliffe Olympic    | Louth Town                   |
| 2009-10 | Louth Town           | Church Warsop Miners Welfare |
| 2010–11 | Sheffield Parramore  | Yorkshire Main               |

### Mästare 2012-framåt
| Säsong  | North Division      | South Division     |
| ------- | ------------------- | ------------------ |
| 2011-12 | Westella & Willerby | Basford United     |
| 2012-13 | Dronfield Town      | Sutton Town        |
| 2013-14 | AFC Mansfield       | Clifton All Whites |
| 2014-15 | Bilsthorpe          | Mickleover Royals  |
| 2015-16 | Glapwell            | Selston            |
| 2016-17 | FC Bolsover         | Selston            |
| 2017-18 | Harworth Colliery   | Eastwood Community |
| 2018-19 | Retford             | Hucknall Town      |
| 2019-20 |                     |                    |

### Webbkällor
- Engelska Wikipedia, The Pyramid och football.mitoo